# Cancer Cell
Cancer Cell is een internationaal, aan collegiale toetsing onderworpen wetenschappelijk tijdschrift op het gebied van de celbiologie en de oncologie. Op beide gebieden is het een van de meest geciteerde bladen. Het wordt uitgegeven door Cell Press en verschijnt maandelijks. Het eerste nummer verscheen in 2002.
Artikelen in Cancer Cell zijn de eerste 12 maanden na publicatie alleen te lezen voor abonnees; daarna zijn ze vrij toegankelijk.